# Bracon orbus
Bracon orbus är en stekelart som beskrevs av Papp 1981. Bracon orbus ingår i släktet Bracon och familjen bracksteklar. Inga underarter finns listade.